# Ermanno Egon di Fürstenberg
Ermanno Egon di Fürstenberg-Heiligenberg (5 novembre 1627 – Monaco di Baviera, 10 settembre 1674) fu conte di Fürstenberg-Heiligenberg dal 1635 al 1664 e principe di Fürstenberg-Heiligenberg dal 1664 al 1674.

## Biografia
Ermanno Egon era figlio del Conte Ernesto Egon di Fürstenberg-Heiligenberg (1563-1617) e della Contessa Anna Maria di Hohenzollern-Hechingen.
Cresciuto alla corte comitale dei Fürstenberg-Heiligenberg, dal 1635 venne associato al governo con il padre e con il fratello Ferdinando Federico Egon, e con quest'ultimo resse in particolare le sorti della contea durante le assenze del padre, in quegli anni impegnato in particolar modo nella Guerra dei Trent'anni sul fronte bavarese, a capo della lega cattolica.
Alla morte del padre, avvenuta nel 1652, Ermanno Egon si associò definitivamente al governo del fratello, col quale, nel 1664, ad opera dall'Imperatore Leopoldo I, ottenne il titolo di Principe del Sacro Romano Impero.
Alla sua morte, nel 1674, il trono passò integralmente nelle mani del fratello Ferdinando Federico che associò al proprio governo il figlio di Ermanno Egon, Antonio Egon; alla morte di Ferdinando Federico Egon, nel 1676, Antonio Egon assocerà al governo il primogenito di questi, Massimiliano Giuseppe.

## Matrimonio e figli
Ermanno Egon sposò la Contessa Maria Francesca di Fürstenberg-Stühlingen, nel 1655, dalla quale ebbe i seguenti eredi:
- Antonio Egon (1654-1716), sposò Marie de Ligny
- Felice Egon (1657-1686), religioso a Colonia
- Anna Adelaide (1659-1701), sposò il conte poi principe Eugenio Alessandro di Thurn und Taxis
- Maria Francesca (1660-1691), sposò Guglielmo Giacinto di Nassau-Siegen
- Ferdinando Massimiliano Egon (1661-1696)
- Emanuele Francesco Egon (1663-1688), sposò la Contessa Caterina Carlotta di Wallenrodt
- figlio senza nome (nato e morto il 5 giugno 1665)
- Giovanni Egon (1667-in giovane età)

## Ascendenza
|                                                       |                                                        |                                          | Genitori                                        |  |  | Nonni |  |  | Bisnonni                                      |  |  | Trisnonni                               |  |
|                                                       |                                                        |                                          |                                                 |  |  |       |  |  | 8. Joachim, conte di Fürstenberg-Heiligenberg |  |  | 16. Friedrich III, conte di Fürstenberg |  |
|                                                       |                                                        |                                          |                                                 |  |  |       |  |  | 8. Joachim, conte di Fürstenberg-Heiligenberg |  |  | 16. Friedrich III, conte di Fürstenberg |  |
|                                                       |                                                        | 17. Anna von Werdenberg                  |                                                 |  |  |       |  |  | 8. Joachim, conte di Fürstenberg-Heiligenberg |  |  |                                         |  |
| 4. Friederich, conte di Fürstenberg-Heiligenberg      |                                                        |                                          |                                                 |  |  |       |  |  | 8. Joachim, conte di Fürstenberg-Heiligenberg |  |  |                                         |  |
|                                                       |                                                        | 9. Anna von Zimmern                      | 18. Froben Christoph von Zimmern                |  |  |       |  |  |                                               |  |  |                                         |  |
|                                                       |                                                        | 9. Anna von Zimmern                      | 18. Froben Christoph von Zimmern                |  |  |       |  |  |                                               |  |  |                                         |  |
|                                                       |                                                        | 9. Anna von Zimmern                      | 19. Kunigunde von Eberstein                     |  |  |       |  |  |                                               |  |  |                                         |  |
| 2. Egon VIII, conte di Fürstenberg-Heiligenberg       |                                                        | 9. Anna von Zimmern                      |                                                 |  |  |       |  |  |                                               |  |  |                                         |  |
|                                                       |                                                        | 10. Alwig II, conte di Sulz              | 20. Johann Ludwig I, conte di Sulz              |  |  |       |  |  |                                               |  |  |                                         |  |
|                                                       |                                                        | 10. Alwig II, conte di Sulz              | 20. Johann Ludwig I, conte di Sulz              |  |  |       |  |  |                                               |  |  |                                         |  |
|                                                       |                                                        | 10. Alwig II, conte di Sulz              | 21. Elisabeth von Zweibrücken-Lichtenberg       |  |  |       |  |  |                                               |  |  |                                         |  |
| 5. Elisabeth von Sulz                                 |                                                        | 10. Alwig II, conte di Sulz              |                                                 |  |  |       |  |  |                                               |  |  |                                         |  |
|                                                       |                                                        | 11. Barbara von Helfenstein-Wiesensteig  | 22. Ulrich XI, conte di Helfenstein-Wiesensteig |  |  |       |  |  |                                               |  |  |                                         |  |
|                                                       |                                                        | 11. Barbara von Helfenstein-Wiesensteig  | 22. Ulrich XI, conte di Helfenstein-Wiesensteig |  |  |       |  |  |                                               |  |  |                                         |  |
|                                                       |                                                        | 11. Barbara von Helfenstein-Wiesensteig  | 23. Katharina von Waldburg-Sonnenberg           |  |  |       |  |  |                                               |  |  |                                         |  |
| 1. Hermann Egon, principe di Fürstenberg-Heiligenberg |                                                        | 11. Barbara von Helfenstein-Wiesensteig  |                                                 |  |  |       |  |  |                                               |  |  |                                         |  |
|                                                       | 12. Eitel Friedrich I, conte di Hohenzollern-Hechingen | 24. Karl I, conte di Hohenzollern        |                                                 |  |  |       |  |  |                                               |  |  |                                         |  |
|                                                       | 12. Eitel Friedrich I, conte di Hohenzollern-Hechingen | 24. Karl I, conte di Hohenzollern        |                                                 |  |  |       |  |  |                                               |  |  |                                         |  |
|                                                       | 12. Eitel Friedrich I, conte di Hohenzollern-Hechingen | 25. Anna von Baden-Durlach               |                                                 |  |  |       |  |  |                                               |  |  |                                         |  |
| 6. Johann Georg, principe di Hohenzollern-Hechingen   | 12. Eitel Friedrich I, conte di Hohenzollern-Hechingen |                                          |                                                 |  |  |       |  |  |                                               |  |  |                                         |  |
|                                                       |                                                        | 13. Sibylle von Zimmern                  | 26. Froben Christoph, conte di Zimmern (= 18)   |  |  |       |  |  |                                               |  |  |                                         |  |
|                                                       |                                                        | 13. Sibylle von Zimmern                  | 26. Froben Christoph, conte di Zimmern (= 18)   |  |  |       |  |  |                                               |  |  |                                         |  |
|                                                       |                                                        | 13. Sibylle von Zimmern                  | 27. Kunigunde von Eberstein (= 19)              |  |  |       |  |  |                                               |  |  |                                         |  |
| 3. Anna Maria von Hohenzollern-Hechingen              |                                                        | 13. Sibylle von Zimmern                  |                                                 |  |  |       |  |  |                                               |  |  |                                         |  |
|                                                       |                                                        | 14. Friedrich I, conte di Salm-Neufville | 28. Philipp Franz, conte di Salm-Neufville      |  |  |       |  |  |                                               |  |  |                                         |  |
|                                                       |                                                        | 14. Friedrich I, conte di Salm-Neufville | 28. Philipp Franz, conte di Salm-Neufville      |  |  |       |  |  |                                               |  |  |                                         |  |
|                                                       |                                                        | 14. Friedrich I, conte di Salm-Neufville | 29. Maria Aegyptiaca von Oettingen              |  |  |       |  |  |                                               |  |  |                                         |  |
| 7. Franziska von Salm-Neufville                       |                                                        | 14. Friedrich I, conte di Salm-Neufville |                                                 |  |  |       |  |  |                                               |  |  |                                         |  |
|                                                       |                                                        | 15. Franziska von Salm                   | 30. Johann VI, conte di Salm                    |  |  |       |  |  |                                               |  |  |                                         |  |
|                                                       |                                                        | 15. Franziska von Salm                   | 30. Johann VI, conte di Salm                    |  |  |       |  |  |                                               |  |  |                                         |  |
|                                                       |                                                        | 15. Franziska von Salm                   | 31. Louise de Stainville                        |  |  |       |  |  |                                               |  |  |                                         |  |
|                                                       |                                                        | 15. Franziska von Salm                   |                                                 |  |  |       |  |  |                                               |  |  |                                         |  |